# 増田惟茂
増田 惟茂（ますだ これしげ、1883年12月29日 - 1933年8月6日）は、日本の心理学者。

## 来歴
愛媛県松山市出身。旧制松山中学、旧制四高、東京帝国大学文科大学哲学科心理学専修卒業。元良勇次郎、松本亦太郎に師事。欧米留学を経て、1922年東京帝大助教授。1933年「心理学ノ研究法-殊ニ数量的研究ニツイテ」で東京帝国大学文学博士。51歳で死去した。

## 著書
- 『実験心理学序説　基礎問題の理論的及び実験的研究 前編』 至文堂 1926
- 『心理学概論』 甲子社書房 1931
- 『実験心理学』 岩波書店 1933
- 『心理学研究法 殊に数量的研究について 岩波書店 1934

## 翻訳
- 『動物心理学 智能の進化』 ホルムス 不老閣書房 1914

## 論文
- 「意志作用の比較心理学的研究 (全8回)」 『哲学雑誌』 第23巻 259号 1908 - 24巻 268号 1909
- 「鼠の視覚及び視覚表象」 『心理研究』 第2巻 1号 (通巻 7号 1912)
- 「魚類の『学習』の実験 (1) - (5)」 『心理研究』 第7巻 1冊 (通巻 37号) - 第8巻 4冊 (通巻 46号 1915)
- 「心理実験の精神」『心理研究』 第12巻 4冊 (通巻 70号 1917)
- 「今日の心理学を組織する諸研究の流れ」 『最新心理学の進歩』 大日本学術協会 1919
- 「米国心理学の近況 (正続)」 『心理研究』 第19巻・通巻 110号 - 111号 1921
- 「米国通信」 『心理研究』 第20巻 (通巻 116号 1921)
- 「欧米心理学近況 (1) - (4)」 『心理研究』 第23巻 1冊 (通巻 133号) - 4冊 (通巻 137号 1923)
- 「心理学の対象 (経験作用) の二方面」 『哲学雑誌』 第38巻 435号 1923
- 「海外心理学輓近の諸方向とその代表者及著述 (1) - (4)」 『日本心理学雑誌』 第1巻 1923 - 第2巻 1924
- 「心理学に於ける全体と部分」 『哲学雑誌』 第39巻 451号 1924
- 「心理学とは何ぞ」 『日本心理学雑誌』 第1巻 1冊 1923
- 「国家に対する心理学の役目につきて」 林博太郎編 『新しき愛国論』 愛国社 1924
- 「心理学に於ける行動研究の諸意義」 『心理学研究』 第1巻 1輯 1926
- 「テスト雑感」 『心理学研究』 第1巻 2・3合輯 1926
- 「作業曲線の分析について」 『教育心理研究』 第1巻 4号 1926
- 「最近の心理学に於ける見地の変更」 『哲学雑誌』 第42巻 485号 1927
- 「精神的傾性の数量的研究について」 『心理学研究』 第2巻 1輯 1927
- 「感覚の概念に就いて」 『心理学研究』 第2巻 3輯 1927
- 「能率の心理学的研究の三方面」 『教育心理研究』 第2巻 4号 1927
- 「城戸君の拙著『実験心理学序説』に対する批評に答ふ」 『心理学研究』 第2巻 4輯 1927
- 「心理学的根柢から精神検査の批判」 『教育研究』 第315号 1927
- 「無意識精神作用についての試考」 『哲学雑誌』 第43巻 500号 1928
- 「或る種の幾何学的錯視の新説明の一試み-直角座標説 (英文)」 『心理学研究』 第5巻 3輯 1930
- 「輓近心理学の諸傾向」 『帝国教育』 第574号 1930
- 「心理学研究法」 『岩波講座教育科学・第2冊』 岩波書店 1931
- 「個性調査につき」 『心理学研究』 第6巻 5輯 1931
- 「方向の幾何学的錯視に対する新説明の試み」 『松本亦太郎博士在職25年記念 心理学及芸術の研究 上巻』 改造社 1931
- 「現代心理学の傾向と問題」 『理想』 第36号 1932
- 「広瀬君の批判に答ふ」 『心理学研究』 第7巻 4輯 1932
- 「学生の左傾思想について」 『心理学研究』 第7巻 6輯 1932